# Äthiopisch-haitianische Beziehungen
Die haitianisch-äthiopischen Beziehungen beschreiben das bilaterale Verhältnis zwischen der Demokratischen Bundesrepublik Äthiopien einerseits und der Republik Haiti andererseits.

## Geschichte und Stand
Das nie kolonisierte, 1974 aus dem abessinischen Kaiserreich entstandene Äthiopien und die im Jahr 1804 von Frankreich unabhängig gewordene Republik Haiti unterhalten seit 1959 diplomatische Beziehungen.
Der erste äthiopische Botschafter, Gabre Maskal Hamarian, trat im Jahr 1959 sein Amt in Haiti an.
Der haitianische Botschafter bei den Vereinten Nationen, Emile Saint-Lot, der im Rahmen seiner Tätigkeit dort mit Kaiser Haile Selassie von Äthiopien bekannt geworden war, wurde als erster Botschafter Haitis in Äthiopien nebenakkreditiert.
Haiti und Äthiopien waren zusammen mit Liberia zur Zeit des Völkerbunds (1920–1946) dessen einzige Mitgliedstaaten, die von Menschen afrikanischer Herkunft regiert wurden, Beide Länder gehören zu den Gründungsmitgliedern der Vereinten Nationen.
Modeste Testas, die um 1765 als Al Pouessi in Äthiopien geboren wurde und um 1870 in Haiti verstarb, war eine Frau, die im Alter von 12 Jahren versklavt und nach Haiti verkauft wurde. Unter ihren zahlreichen Kindern und Kindeskindern war mit François Denys Légitime ein Präsident Haitis.
Im Jahr 1897 hielt sich der haitianische Journalist, Diplomat und Anwalt Benito Sylvain (1868–1915) in Äthiopien auf und nannte sich selbst Aide-de-camp von Kaiser Menelik II., der den italienischen Versuch, Äthiopien einzunehmen, 1896 mit dem Sieg in der Schlacht von Adua verhinderte. Sylvain vertrat sowohl Äthiopien als auch Haiti auf der Londoner Konferenz des Jahres 1900 und wurde Ehrenpräsident der Panafrikanischen Vereinigung.
Die Afrikanische Union (AU) hat ihren Sitz in der äthiopischen Hauptstadt Addis Abeba. Der haitianische Präsident Michel Martelly hatte mit seinem Premierminister Laurent Lamothe als Sondergast an Gipfeltreffen der AU teilgenommen und dabei das Ziel verfolgt, sein Land in die Organisation zu führen. Die AU hatte im Jahr 2004 eine hochrangige Delegation zu den Feierlichkeiten des 200. Unabhängigkeitstags nach Haiti entsandt. Im Mai 2016 gab die AU bekannt, dass Haiti bei dem Gipfeltreffen des Jahres in Kigali/Ruanda nicht wie angestrebt Mitglied werden könne.
Die Formalisierung der bilateralen Beziehungen im Jahr 1959 erbrachte weder im politischen noch im wirtschaftlichen oder kulturellen Bereich besondere zu beobachtende Aktivitäten.